# Susana Fiorentino
Susana Fiorentino Gómez es una científica colombiana de ascendencia italiana , reconocida por su investigación encaminada al tratamiento del cáncer de seno mediante fitomedicamentos.

## Biografía

### Formación
Fiorentino se graduó como bacterióloga en la Pontificia Universidad Javeriana en la ciudad de Bogotá en 1983. Cursó una Maestría en Inmunología en la Universidad de Antioquia en 1988 y un Doctorado en Inmunología en la Universidad Pierre y Marie Curie en Francia de 1992 a 1997. Cursó una Maestría en Oncología Molecular en el Centro de Estudios Biosanitarios CEB en Madrid, España en 2012. Enfatiza su investigación sobre la actividad antitumoral de algunas plantas y su aplicación en el tratamiento del cáncer.

### Carrera
Sus líneas de investigación han abordado temáticas como la quimioprevención, los biomedicamentos antitumorales y los mecanismos de regulación de la respuesta inmune. Ha dedicado gran parte de su carrera a investigar sobre posibles tratamientos contra el cáncer a base de plantas medicinales colombianas, especialmente el dividivi y el anamú. En la actualidad oficia como profesora titular y coordinadora del Grupo de Inmunobiología y Biología Celular de la Universidad Javeriana de Bogotá y Directora Científica de Dreembio, spinoff que fundó en 2019. Por sus esfuerzos investigativos, Fiorentino ha logrado una gran cantidad de premios y reconocimientos.

## Premios y reconocimientos destacados
- 2015 - Premio Bienal Javeriano de Investigación, Pontificia Universidad Javeriana
- 2013 - Tesis Laureada Claudia Urueña, Pontificia Universidad Javeriana
- 2015 - Tesis Meritoria, John Hernández, Pontificia Universidad Javeriana
- 2016 - Distinciones Orales, V Congreso Iberoamericano de Productos Naturales, Sociedad Colombiana de Ciencias Químicas
- 2016 - Mejor trabajo de investigación, V Congreso Iberoamericano de Productos Naturales
- 2016 - Tesis Laureada Tito Alejandro Sandoval, Pontificia Universidad Javeriana
- 2013 - Medalla Federico Lleras Acosta, Colegio Nacional de Bacteriología
- 2013 - Premio Academia Nacional de Medicina en Ciencias Clínicas, Academia Nacional de Medicina
- 2010 - Mención de Honor en Investigación Básica, Academia Colombiana de Medicina
- 2008 - Primer Premio Investigación Básica en Hematología, Sociedad Colombiana de Hematología
- 1983 - Premio Ames a la Investigación en el Laboratorio Clínico, Federación Colombiana de Especialistas en Laboratorio Clínico

## Publicaciones
Dentro de las publicaciones más citadas de Florentino, se encuentran:
- Y Lepelletier, IC Moura, R Hadj‐Slimane, A Renand, S Florentino. Immunosuppressive role of semaphorin‐3A on T cell proliferation is mediated by inhibition of actin cytoskeleton reorganization. (2006) European journal of immunology 36 (7), 1782-1793

- A Barreto, JM Gonzalez, E Kabingu, A Asea, S Florentino. Stress-induced release of HSC70 from human tumors. (2003) Cellular immunology 222 (2), 97-104

- S Florentino, M Dalod, D Olive, JG Guillet, E Gomard. Predominant involvement of CD8+ CD28-lymphocytes in human immunodeficiency virus-specific cytotoxic activity. (1996) Journal of virology 70 (3), 2022-2026

- M Dalod, M Sinet, JC Deschemin, S Florentino, A Venet, JG Guillet. Altered ex vivo balance between CD28+ and CD28− cells within HIV‐specific CD8+ T cells of HIV‐seropositive patients. (1999) European journal of immunology 29 (1), 38-44
- C Urueña, C Cifuentes, D Castañeda, A Arango, P Kaur, A Asea. Petiveria alliacea extracts uses multiple mechanisms to inhibit growth of human and mouse tumoral cells. (2008) BMC complementary and alternative medicine 8 (1), 60